# Вузловий аналіз (електротехніка)
Вузловий аналіз — у електротехніці є методом визначення напруги (різниці потенціалів) між «вузлами» (це точки, де елементи кола з'єднуються між собою) електричного ланцюга.
При аналізі схеми за допомогою правил Кірхгофа можна або провести вузловий аналіз з використанням закону Кірхгофа, або сітковий аналіз з використанням закону напруги Кірхгофа.
Вузловий аналіз надає компактну множину рівнянь для мережі, які можуть бути розв'язані вручну або за допомогою комп'ютера. Багато програм схематичного моделювання (напр. SPICE) беруть за основу вузловий аналіз саме через компактний набір рівнянь.
Також існує модифікований вузловий аналіз.

## Метод
1. Перевірте всі під'єднані до схеми ланки проводів. Це будуть вузли вузлового аналізу.
2. Виберіть один вузол як точку заземлення. Вибір не впливає на підсумок і є лише питанням конвенції. Вибір вузла з більшістю з'єднань, може спростити аналіз. Для схеми N вузлів число вузлових рівнянь є N-1.
3. Введіть змінну для кожного вузла, де напруга є невідомою. Якщо напруга вже відома, не потрібно вводити змінну.
4. Для кожної невідомої напруги, утворюють рівняння на основі закону Кірхгофа. Потрібно скласти всі значення струму, що виходять з вузла та прирівняти їх до нуля. Значення струму між двома вузлами не може бути більше, ніж «вузол з більш високим потенціалом мінус вузол з більш низьким потенціалом, поділений на опір між двома вузлами».
5. За наявності джерела напруги між двома невідомими потрібно з'єднати два вузли у «супервузол». Струми двох вузлів об'єднаються в одне рівняння, і сформується нове рівняння для напруги.
6. Розв'язати систему рівнянь для кожного невідомого значення напруги.

## Приклади

### Простий випадок

Основний приклад електричного кола з одною невідомою напругою, V1.

Невідомим на цій схемі є значення напруги V1. Є три підключення до цього вузла і, отже, три течії, які слід враховувати. Напрямок струмів в розрахунках вибирається так, щоб знаходився далеко від вузла.
1. Струм через резистор R1: (V1 — VS) / R1
2. Струм через резистор R2: V1 / R2
3. Струм через джерело струму IS: -IS

Згідно з законом Кірхгофа отримаємо:
{\displaystyle {\frac {V_{1}-V_{S}}{R_{1}}}+{\frac {V_{1}}{R_{2}}}-I_{S}=0}
Виразимо V1:
{\displaystyle V_{1}={\frac {\left({\frac {V_{S}}{R1}}+I_{S}\right)}{\left({\frac {1}{R_{1}}}+{\frac {1}{R_{2}}}\right)}}}
Таким чином, невідоме значення напруги може бути знайденим підставляючи чисельні значення символів. Будь-які невідомі струми легко обчислити після того, як всі напруги в електричному колі відомі.
{\displaystyle V_{1}={\frac {\left({\frac {5{\text{ V}}}{100\,\Omega }}+20{\text{ mA}}\right)}{\left({\frac {1}{100\,\Omega }}+{\frac {1}{200\,\Omega }}\right)}}\approx 4.667{\text{ V}}}

### Супервузли

У цій схемі Vа, знаходиться між двома невідомими напругами й тому є супервузлом.

Струм, що проходить через джерело напруги VA не може бути безпосередньо розрахований. Тому ми не можемо записати поточні рівняння V1 або V2. З усім тим, ми знаємо, що той же струм, залишаючи вузол V2, повинен увійти у вузол V1. Попри те, що вузли не можуть бути індивідуально розв'язані, ми знаємо, що комбінований струм цих двох вузлів, дорівнює нулю. Це об'єднання двох вузлів, називається методом супервузлів, і вимагає одного додаткового рівняння: V1 = V2 + VA.
Повна множина рівнянь має такий вигляд:
{\displaystyle {\begin{cases}{\frac {V_{1}-V_{\text{B}}}{R_{1}}}+{\frac {V_{2}-V_{\text{B}}}{R_{2}}}+{\frac {V_{2}}{R_{3}}}=0\\V_{1}=V_{2}+V_{\text{A}}\\\end{cases}}}
Підставивши V1 в перше рівняння і виразивши V2, отримали:
{\displaystyle V_{2}={\frac {(R_{1}+R_{2})R_{3}V_{\text{B}}-R_{2}R_{3}V_{\text{A}}}{(R_{1}+R_{2})R_{3}+R_{1}R_{2}}}}